# Hyperplasie adénomateuse atypique

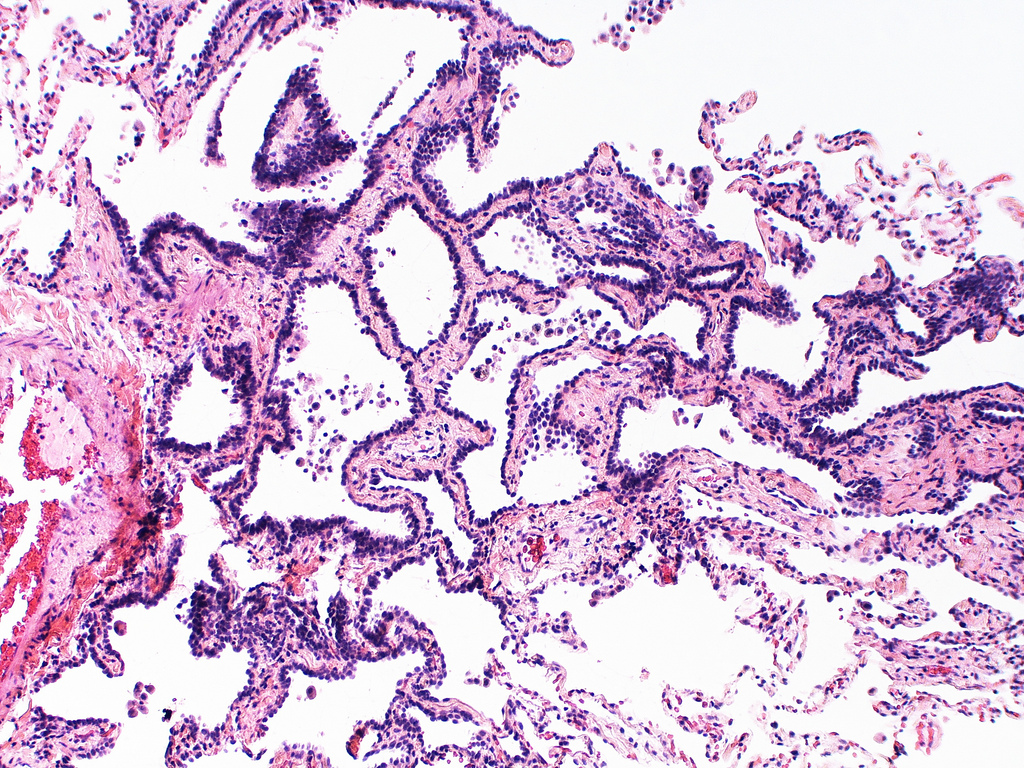
Image histologique de l'hyperplasie adénomateuse atypique.

L'hyperplasie adénomateuse atypique (HAA) est une lésion hyperplasique des pneumocytes bordant les alvéoles pulmonaires et présentant des anomalies cytonucléaires discrètes.
Ce terme est préconisé par l'Organisation mondiale de la santé dans sa classification des tumeurs de 2011, puis maintenu et précisé dans les versions de 2015 et 2021. Il caractérise une lésion glandulaire précurseur (précédemment dite lésion préinvasive) de très petite taille,.
Cette anomalie, de petite taille, inférieure ou égale à 5 mm, est une dysplasie, précancéreuse, précurseur de l'adénocarcinome pulmonaire in situ. Le terme de carcinome bronchioloalvéolaire, autrefois employé pour décrire cette lésion est désormais abandonné.